# Médea (keresztnév)
A Médea görög mitológiai eredetű név, a Médeia alakból származik. Jelentése bölcs asszony.

## Rokon nevek
- Méda: bizonytalan eredetű név, előfordul a görög mitológiában, de lehet a Medárda vagy a Médea rövidülése is.[2]

## Gyakorisága
Az 1990-es években a Médea és a Méda szórványos név, a 2000-es években nem szerepelnek a 100 leggyakoribb női név között.

## Névnapok
Médea
- május 15.[2]
- augusztus 1.[2]
- szeptember 30.[2]

Méda
- ajánlott névnap: június 8.

## Híres Médeák és Médák
- Médeia, görög mitológiai alak